# Kępa morenowa
Kępa morenowa – niewielkie płaskowzgórze tworzące nadmorską partię płaskiej lub lekko falistej moreny, podciętej przez fale od strony morza i oddzielone pradoliną od wysoczyzn morenowych, które rozciągają się w głębi lądu.
Kępy zbudowane są z gliny zwałowej. Tworzą często wybrzeże klifowe.